# Arquipélago do Marajó
Arquipélago do Marajó é o maior arquipélago flúvio-marítimo do planeta formado por cerca de 2 500 ilhas, localizado nos estados brasileiros do Amapá e Pará (Brasil), tendo como principal região a ilha do Marajó, com cerca de 42 mil km², considerada devido ao seu tamanho a maior ilha costeira do Brasil, estendendo-se desde a foz do rio Amazonas, entre a Linha do Equador e o paralelo 1,55º de latitude sul e, no rumo Leste/Oeste entre os meridianos 47º e 53º de longitude oeste, até o Oceano Atlântico.
Os limites aquáticos e formadores do arquipélago são: o oceano Atlântico (norte); a baía do Marajó (leste); o complexo estuário do rio Pará (sul), e; o delta do Amazonas (oeste).

## Características
Tem as seguintes características estruturais:
Arquipélago formado por cerca de 2 500 ilhas e ilhotas periféricas espalhadas por todos os meandros insulares e flancos de contorno da Ilha de Marajó, sendo 46 ilhas de tamanhos grandes e médios, a saber:
- São 22 ilhas grandes e médias às proximidades do limite ocidental da ilha do Marajó, em torno da intersecção do paralelo 1,45ºS da linha do Equador com o meridiano 51,50º Oeste de longitude de Greenwich, jurisdicionadas a quatro municípios periféricos ocidentais do delta - Gurupá: 01-Ilha Grande do Gurupá, 02-São Salvador, 03-Urutaí, 04-Caldeirão, 05-Rasa, 06-Cajari, 07-Caju, 08-Paracuuba, 09-Porquinhos, 10-Teles, 11-Pará 12-Salvador;13- Porto de Moz: e 14-Ururicaia; Almeirim: 15-Comandaí; Breves; 16-Mututi, 17-Aranaí, 18-Mutunquara, 19-Carão, 20-Limão, 21-Maritapina e 22-Roberta;
- São 23 ilhas grandes e médias, afora diversas ilhotas, nos limites a noroeste da ilha do Marajó, na foz do rio Amazonas, em torno da intersecção do paralelo 0,30º S de latitude da linha do Equador com o meridiano 51,1º Oeste de longitude de Greenwich, jurisdicionadas a 3 município nuclear - Afuá: 01- arquipélago do Jurupari, 02-Pacas, 03-Cará, 04-Serraria, 05-Panenã, 06-Conceição, 07-Morcesa, 08-Porcos, 09-Maracujá, 10-Parauara, 11-Baturité, 12-Anajá e 13-Charapucu; Chaves: 14-Bragança, 15-Janaucu, 16-Viçosa, 17-Jurupari de Chaves, 18-Caviana Setentrional, 19-Caviana Meridional, 20-Mexiana, 21-Ganhoão, 22-Machadinho; e Soure: 23-Camaleão;
- São 8 ilhas grandes e médias, sem contar as ilhotas, nos limites sul e orientais da ilha de Marajó, na foz do rio Tocantins, do canal-paraná rio Pará e na baía do Marajó: Cajuuba, Carutá, Araras, Samanajós, Paquetá, Melgaço, Pracati e Grande do Pacajaí;
- São 28 municípios estuarinos continentais de periferia do delta do Amazonas, sendo que 23 somente na jurisdição estatal do Pará, incluindo os 3 já citados, no limite ocidental da ilha de Marajó (Almeirim, Porto de Moz e Gurupá); 2 no estuário Anapu/Pacajá (Portel e Melgaço); e 16 situados à margem direita do rio Pará e baias de Guajará e Marajó que conformam o braço meridional do delta o braço setentrional do delta é o rio Amapá ou canal do Norte, ambos resultantes da bifurcação do rio Amazonas, que se dá pouco abaixo das desembocaduras dos rios Xingu (à direita) e Jari (à esquerda), com epicentro em torno da intersecção do paralelo 1,50º Sul de latitude da linha do Equador com o meridiano 52,20º Oeste de longitude de Greenwich: 01-Almeirim, 02-Gurupá, 03-Porto de Moz, 04-Melgaço, 05-Portel, 06-Bagre, 07-Oeiras do Pará, 08-Limoeiro do Ajuru, 09-Abaetetuba, 10-Barcarena, 11-Belém, 12-Ananindeua, 13-Benevides, 14-Santa Bárbara do Pará, 15-Santo Antônio do Tauá, 16-Colares, 17-Vigia, 18-São Caetano de Odivelas, 19-Curuçá, 20-Marapanim, 21-Magalhães Barata, 22-Maracanã e 23-Muaná.[4] Os municípios da jurisdição amapaense que compõem o arquipélago são 5, sendo eles: Macapá, Santana, Mazagão, Itaubal e Vitória do Jari.

## APA Marajó
Além do seu status preceituado na Constituição do Estado do Pará (Art. 13), o Arquipélago do Marajó já é estabelecido por lei estadual como área de proteção ambiental (APA) - privilégio jurídico facultado pelo Sistema Nacional do Meio Ambiente (SISNAMA) - conjunto consolidado de leis ambientais que conformam a macropolítica pública ambiental-ecológica da União. O status APA torna uma área ecológica protegida oficialmente contra processos de intervenção artificial que possam degradar os ecossistemas.
A Área de Proteção Ambiental do Arquipélago do Marajó é a maior unidade de conservação do estado do Pará, com 5 500 hectares ou 55 000 km², e também a maior unidade de preservação do Brasil, limitando-se no oceano Atlântico, rio Amazonas e na baía do Marajó.